# Scopula aequilineata
Scopula aequilineata là một loài bướm đêm trong họ Geometridae.